# Payns
Payns és un poble francès del departament de l'Aube, a uns 15 km de Troyes, a la regió del Gran Est. La historiografia considera que en aquest poble va néixer el 1070 Hugues de Payns, un dels fundadors de l'Orde del Temple.